# César-díjak 1987
A 12. Césarok éjszakáját 1987. március 7-én tartották meg a párizsi Kongresszusi Palotában, Sean Connery brit színész tiszteletbeli elnökletével.
Az 1986-ban Franciaország mozijaiba került filmek közül Alain Cavalier Thérese története  címmel, Lisieux-i Szent Teréz életét feldolgozó filmdrámája volt a legeredményesebb: 9 jelölésből 6 Césart nyert el (legjobb film, rendező, forgatókönyv, operatőr, vágás, díszlet és legígéretesebb fiatal színésznő). Nagy vesztes lett az egyik favoritnak kikiáltott Betty Blue, amely a 9 jelölésből csupán a legjobb plakát díját kapta. Ezen a gálán is triumfált Herbie Hancock, a Jazz Párizsban  zeneszerzője és részben szereplője. E Tavernier-film díszlet- és látványtervezője, Trauner Sándor, ezúttal alulmaradt a Polański-féle Kalózok látványvilágát megteremtő Pierre Guffroy-val szemben. A legjobb külföldi film Jean-Jacques Annaud német-olasz-francia koprodukcióban készített thrillerje, A rózsa neve lett.
A rendezvény során megemlékeztek a tíz évvel korábban elhunyt Jean Gabin-ről, a néhány héttel korábban eltávozott Yves Allégret filmrendezőről, a 90 éve alapított Gaumont filmgyártó vállalatról, a Louis Delluc-díj alapításának 50., valamint a cannes-i fesztivál életre hívásának 40. évfordulójáról. Külön méltatták a francia haderők ismeretterjesztő és dokumentumfilm-készítő tevékenységét, s az azt végző Haderők Film- és Fotográfiai Intézetét. Tiszteletbeli Césarral ismerték el Jean-Luc Godard életművét, és posztumusz címen Jean Gabin munkásságát.

## Díjazottak
| Díjak                                      | Díjazottak és jelöltek |
| ------------------------------------------ | --- |

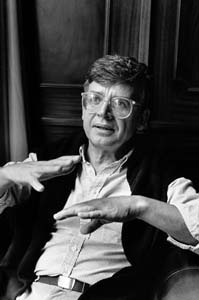
Alain Cavalier, a legtöbb díjjal jutalmazott film rendezője

| legjobb film                               | - Thérese története (Thérèse), rendezte: Alain Cavalier - Betty Blue (37°2 le matin), rendezte: Jean-Jacques Beineix - A Paradicsom... (Jean de Florette), rendezte: Claude Berri - Melodráma (Mélo), rendezte: Alain Resnais - Estélyi ruha (Tenue de soirée), rendezte: Bertrand Blier |
| legjobb rendező                            | - Alain Cavalier – Thérese története (Thérèse) - Jean-Jacques Beineix – Betty Blue (37°2 le matin) - Claude Berri – A Paradicsom... (Jean de Florette) - Alain Resnais – Melodráma (Mélo) - Bertrand Blier – Estélyi ruha (Tenue de soirée) |
| legjobb színésznő                          | - Sabine Azéma – Melodráma (Mélo) - Jane Birkin – La femme de ma vie - Miou-Miou – Estélyi ruha (Tenue de soirée) - Béatrice Dalle – Betty Blue (37°2 le matin) - Juliette Binoche – Rossz vér (Mauvais sang) |
| legjobb színész                            | - Daniel Auteuil – A Paradicsom... (Jean de Florette), ...és a Pokol (Manon des sources) - Jean-Hugues Anglade – Betty Blue (37°2 le matin) - Michel Blanc – Estélyi ruha (Tenue de soirée) - André Dussolier – Melodráma (Mélo) - Christophe Malavoy – La femme de ma vie |
| legjobb mellékszereplő színésznő           | - Emmanuelle Béart – ...és a Pokol (Manon des sources) - Clémentine Célarié – Betty Blue (37°2 le matin) - Marie Dubois – Pokolraszállás (Descente aux enfers) - Danielle Darrieux – Ahol a bűn lakozik (Le lieu du crime) - Jeanne Moreau – Fajankó (Le paltoquet) |
| legjobb mellékszereplő színész             | - Pierre Arditi – Melodráma (Mélo) - Gérard Darmon – Betty Blue (37°2 le matin) - Jean-Louis Trintignant – La femme de ma vie - Claude Piéplu – Fajankó (Le paltoquet) - Jean Carmet – Négybalkezes (Les fugitifs) |
| legígéretesebb fiatal színésznő            | - Catherine Mouchet – Thérese története (Thérèse) - Marianne Basler – Rosa la rose, fille publique - Dominique Blanc – La femme de ma vie - Julie Delpy – Rossz vér (Mauvais sang) |
| legígéretesebb fiatal színész              | - Isaach De Bankolé – Fekete perpatvar (Black Mic-Mac) - Cris Campion – Kalózok (Pirates) - Jean-Philippe Écoffey – Gardien de la nuit - Rémi Martin – Családi balhé (Conseil de famille) |
| legjobb operatőr                           | - Philippe Rousselot – Thérese története (Thérèse) - Jean-Yves Escoffier – Rossz vér (Mauvais sang) - Bruno Nuytten – A Paradicsom... (Jean de Florette) - Charlie Van Damme – Melodráma (Mélo) |
| legjobb vágás                              | - Isabelle Dedieu – Thérese története (Thérèse) - Claudine Merlin – Estélyi ruha (Tenue de soirée) - Monique Prim – Betty Blue (37°2 le matin) - Armand Psenny – Jazz Párizsban (Round Midnight) |
| legjobb eredeti vagy adaptált forgatókönyv | - Camille de Casabianca és Alain Cavalier – Thérese története (Thérèse) - Claude Berri és Gérard Brach – A Paradicsom... (Jean de Florette) - Bertrand Blier – Estélyi ruha (Tenue de soirée) - Francis Veber – Négybalkezes (Les fugitifs) |
| legjobb filmzene                           | - Herbie Hancock – Jazz Párizsban (Round Midnight) - Serge Gainsbourg – Estélyi ruha (Tenue de soirée) - Jean-Claude Petit – A Paradicsom... (Jean de Florette) - Gabriel Yared – Betty Blue (37°2 le matin) |
| legjobb hang                               | - William Flageollet, Michel Desrois, Claude Villand és Bernard Leroux – Jazz Párizsban (Round Midnight) - Pierre Gamet, Dominique Hennequin, Laurent Quaglio – A Paradicsom... (Jean de Florette) - Bernard Bats, Dominique Hennequin – Estélyi ruha (Tenue de soirée) - Dominique Dalmasso, Alain Lachassagne – Thérese története (Thérèse) |
| legjobb díszlet                            | - Pierre Guffroy – Kalózok (Pirates) - Bernard Evein – Thérese története (Thérèse) - Jacques Saulnier – Melodráma (Mélo) - Trauner Sándor – Jazz Párizsban (Round Midnight) |
| legjobb jelmez                             | - Anthony Powell – Kalózok (Pirates) - Yvette Bonnay – Thérese története (Thérèse) - Catherine Leterrier – Melodráma (Mélo) |
| legjobb elsőmű                             | - La femme de ma vie, rendezte: Régis Wargnier - Fekete perpatvar (Black Mic-Mac), rendezte: Thomas Gilou - Gyűlölöm a színészeket (Je hais les acteurs), rendezte: Gérard Krawczyk - Noir et blanc, rendezte: Claire Devers |
| legjobb fikciós rövidfilm                  | - La goula, rendezte: Roger Guillot - Alger la blanche, rendezte: Cyril Collard - Bel ragazzo, rendezte: Georges Bensoussan - Bocetta revient de guerre, rendezte: Jean-Pierre Sinapi - Bol de jour, rendezte: Henri Gruvman - Deobernique, rendezte: Celia Canning, Raymond Gourrier - Joseph M, rendezte: Jacques Cluzaud - La poupée qui tousse, rendezte: Farid Lahouassa - Le Bridge, rendezte: Gilles Dagneau - Le Maître chanteur, rendezte: Mathias Ledoux - Les Arcandiers, rendezte: Manuel Sanchez - Pauline épaulettes, rendezte: Stéphanie de Mareuil - Sur le talus, rendezte: Laurence Ferreira-Barbosa - Synthétique opérette, rendezte: Olivier Esmein - Torero hallucinogène, rendezte: Stéphane Clavier - Triple sec, rendezte: Yves Thomas - Une fille, rendezte: Henri Herre - Zambinella, rendezte: Catherine Laine Galode |
| legjobb plakát                             | - Christian Blondel – Betty Blue (37°2 le matin) - Claude Millet – Denise Millet – Gyűlölöm a színészeket (Je hais les acteurs) - Michel Jouin – A Paradicsom... (Jean de Florette) - André François – Szerelmem, Max (Max mon amour) - Gilbert Raffin – Thérese története (Thérèse) |
| legjobb külföldi film                      | - A rózsa neve (The Name of the Rose), rendezte: Jean-Jacques Annaud ( FRG, ITA, FRA) - Lidérces órák (After Hours), rendezte: Martin Scorsese ( USA) - Hannah és nővérei (Hannah and Her Sisters), rendezte: Woody Allen ( USA) - A misszió (The Mission), rendezte: Roland Joffé ( UK) - Távol Afrikától (Out of Africa), rendezte: Sydney Pollack ( USA) |
| tiszteletbeli César                        | - Jean-Luc Godard - Jean Gabin (posztumusz) |

## Többszörös jelölések és elismerések
A statisztikában a különdíjak nem lettek figyelembe véve.
| Jelölés | Díj | Magyar cím             | Eredeti cím         |
| ------- | --- | ---------------------- | ------------------- |
| 10      | 6   | Thérese története      | Thérèse             |
| 9       | 1   | Betty Blue             | 37°2 le matin       |
| 8       | 2   | Melodráma              | Mélo                |
| 8       | 1   | A Paradicsom...        | Jean de Florette    |
| 5       | 1   | –––                    | La femme de ma vie  |
| 4       | 2   | Jazz Párizsban         | Round Midnight      |
| 3       | 1   | Kalózok                | Pirates             |
| 3       | 0   | Rossz vér              | Mauvais sang        |
| 2       | 2   | ...és a Pokol          | Manon des sources   |
| 2       | 1   | Fekete perpatvar       | Black Mic-Mac       |
| 2       | 0   | Fajankó                | Le paltoquet        |
| 2       | 0   | Gyűlölöm a színészeket | Je hais les acteurs |
| 2       | 0   | Négybalkezes           | Les fugitifs        |